# Arthur MacManus
Arthur MacManus (ur. 1889, zm. 1927) – szkocki działacz związków zawodowych i socjalista.
W 1903 r. wstąpił do Socjalistycznej Partii Pracy i rozpoczął pracę w fabryce Singera w Clydebank, Glasgow. Brał udział w strajku w kwietniu 1911 r., za co został zwolniony z pracy.
Za poparcie udzielone działaniom SLP przeciwko I wojnie światowej, MacManus został aresztowany w 1915 r., kiedy przemawiał na George Square w Glasgow przeciwko poborowi.
Wkrótce MacManus stał się jednym z liderów Clyde Workers Committee. Poparł Davida Kirkwooda podczas strajku w William Beardmore and Company. Został za to deportowany do Edynburga.
Podczas wyborów powszechnych 1918 r. MacManus bez powodzenia ubiegał się o mandat parlamentarny z okręgu Halifax. Po rewolucji październikowej stał się zwolennikiem utworzenia partii komunistycznej. W styczniu 1919 r. stanął na czele Komisji Zjednoczeniowej, która miała doprowadzić do połączenia Brytyjskiej Partii Socjalistycznej, Socjalistycznej Federacji Robotników oraz innych mniejszych grup.
W kwietniu 1920 r. MacManus, razem z Tomem Bellem i Williamem Paulem, powołał do życia Zjednoczoną Grupę Komunistyczną. W sierpniu weszła ona w skład nowo powstałej Komunistycznej Partii Wielkiej Brytanii. W latach 1920–1922 MacManus był jej pierwszym przewodniczącym. Pod koniec 1920 r. uczestniczył w specjalnej konferencji Komitetu Wykonawczego Kominternu, gdzie zdecydował się dokonać reformy partii. Po reformie MacManus stanął na czele departamentu kolonialnego CPGB. Na IV Kongresie Kominternu został wybrany członkiem Komitetu Wykonawczego i Prezydium.
W 1925 r. MacManus i 11 innych liderów CPGB zostali aresztowani pod zarzutem nawoływania i przygotowywania buntu. W 1927 r. brał udział w konferencji założycielskiej Ligi Antyimperialistycznej, ale zmarł wkrótce potem. Jego prochy złożono w murze Kremla